# Кодирова, Райхона Юсуф кизи
Райхона Юсуф кизи Кодирова (узб. Rayhona Yusuf qizi Kodirova; род. 10 ноября 1993 года, Ташкент, Узбекистан) — узбекский боксёр, выступает в суперлёгком весе. Член сборной Узбекистана, участница Олимпийских игр 2020 года, бронзовый призёр чемпионата мира среди военнослужащих (2021) в любителях.

## Любительская карьера
В 2018 году на международном турнире в Кыргызстане завоевала серебряную медаль.
В 2019 году на Чемпионате мира по боксу среди женщин в весовой категории до 60 кг в Улан-Удэ (Россия) успешно выступила в первом раунде, одержав победу 5:0 над Анной Старовойтовой из Литвы. Однако в следующем этапе уступила со счётом 1:4 спортсменке из Монголии Монхорын Намуун.
В 2020 году на Лицензионном турнире для Азии и Океании в весовой категории до 60 кг, который проходил в Аммане (Иордания) в стартовом поединке победила Трой Гартон из Новой Зеландии. Однако в следующем раунде потерпела поражение от Судапорн Сисонди из Таиланда и тем самым завершила выступление на этом турнире.
В 2021 году на Чемпионате Азии по боксу в Дубае (ОАЭ) в весовой категории до 60 кг в четвертьфинальном поединке не смогла пройти индийскую спортсменку Симранжит Баат, проиграв со счётом 1:4.
Райхона Кодирова попала в сборную на XXXII Летние Олимпийские игры в Токио (Япония). В первом поединке она встретилась со спортсменкой из Конго Наоми Юмба и одержала убедительную победу со счётом 5:0. В 1/4 финала она провела бой с чемпионкой мира бразильянкой Беатрис Феррейра, но проиграла со счётом 5:0.
В 2021 году указом президента Узбекистана Шавката Мирзиёева за выдающийся вклад в развитие олимпийского движения награждена медалью «Келажак бунёдкори».